# Черкасівська сільська рада
Черкасівська сільська рада — колишній орган місцевого самоврядування у Полтавському районі Полтавської області з центром у селі Черкасівка.

## Населені пункти
Сільраді були підпорядковані населені пункти:
- c. Черкасівка
- с. Божки
- с. Божкове
- с. Бурти
- с. Вербове
- с. Вільхівщина
- с. Коломак
- с. Опішняни